# Hautgné
Hautgné est un hameau de la commune belge de Sprimont situé en Région wallonne dans la province de Liège.
Ce hameau faisait partie de l'ancienne commune de Dolembreux. 

## Situation
Hautgné se situe en Condroz oriental entre les villages de Méry, Hayen, Dolembreux, Betgné et Fontin.

## Description
Hautgné est un hameau à vocation agricole comprenant plusieurs maisons et fermettes en pierre calcaire, en grès ou en brique. Au centre du hameau, une suite de six maisons anciennes avec toitures en ardoises et lucarnes est interrompue en son centre par une chapelle en brique rouge dont la façade est composée d'une tour carrée et d'une façade avec pignon comprenant trois vitraux et un œil-de-bœuf.